# توماس لانس
توماس لانس (انگلیسی: Thomas Lance; ۱۴ ژوئن ۱۸۹۱ – ۲۹ فوریهٔ ۱۹۷۶) دوچرخه‌سوار اهل بریتانیا بود.
وی در مسابقات کشوری و بین‌المللی در مجموع برندهٔ ۱ مدال طلا شده‌است.